# Calodipoena caribbaea
Calodipoena caribbaea är en spindelart som först beskrevs av Willis J. Gertsch 1960.  Calodipoena caribbaea ingår i släktet Calodipoena och familjen Mysmenidae. Inga underarter finns listade.